# (25129) Uranoscope
(25129) Uranoscope est un astéroïde de la ceinture principale.

## Description
(25129) Uranoscope est un astéroïde de la ceinture principale. Il fut découvert le 16 septembre 1998 à Caussols par le programme ODAS. Il présente une orbite caractérisée par un demi-grand axe de 2,26 UA, une excentricité de 0,20 et une inclinaison de 6,2° par rapport à l'écliptique.

## Compléments